# Callidium violaceum
Callidium violaceum là một loài bọ cánh cứng trong họ Cerambycidae.

## Hình ảnh

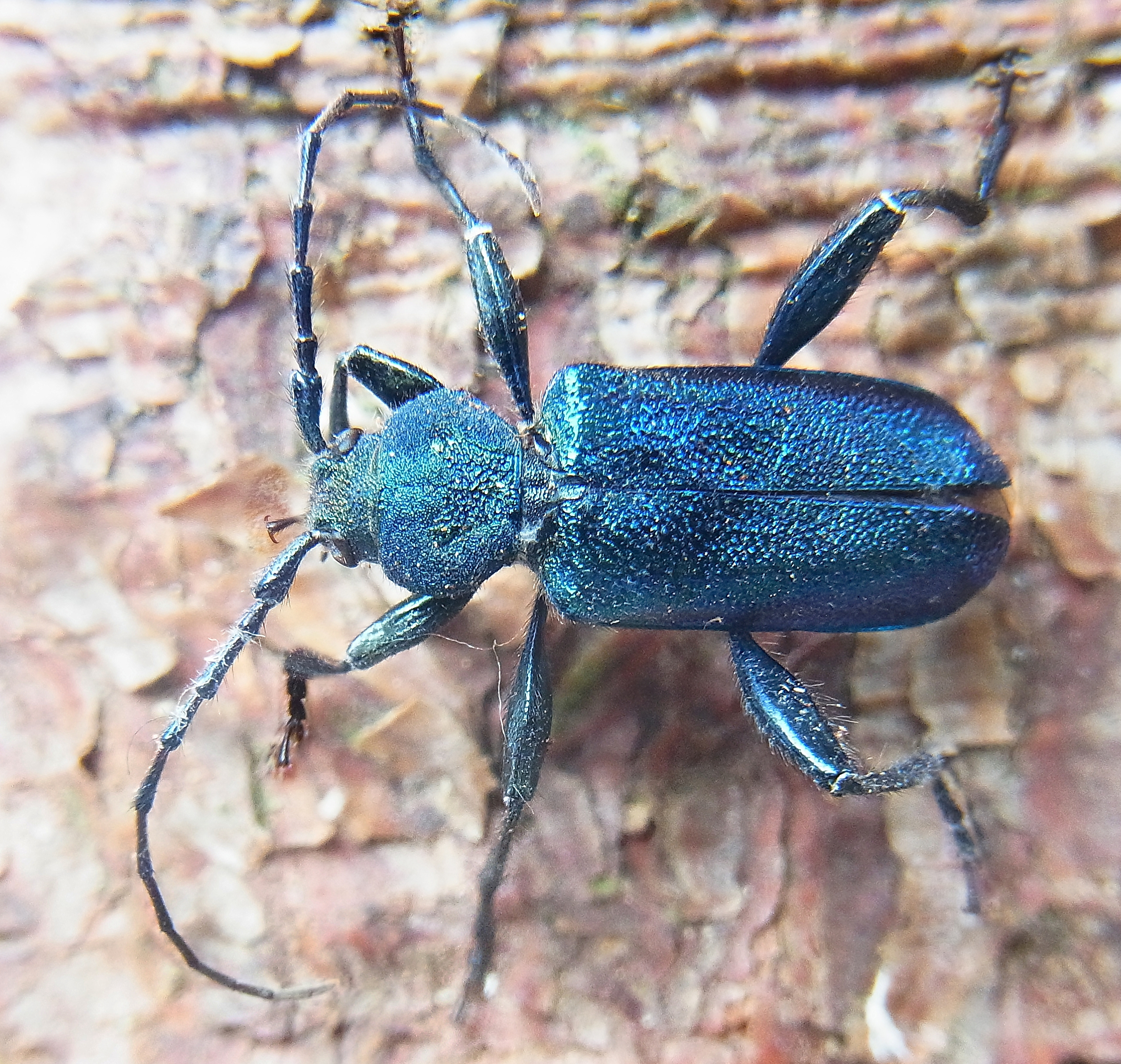
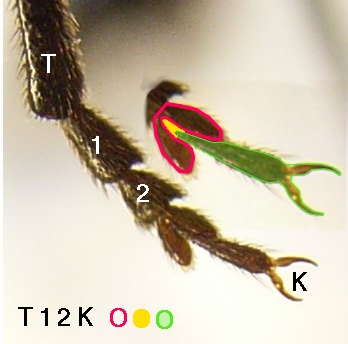
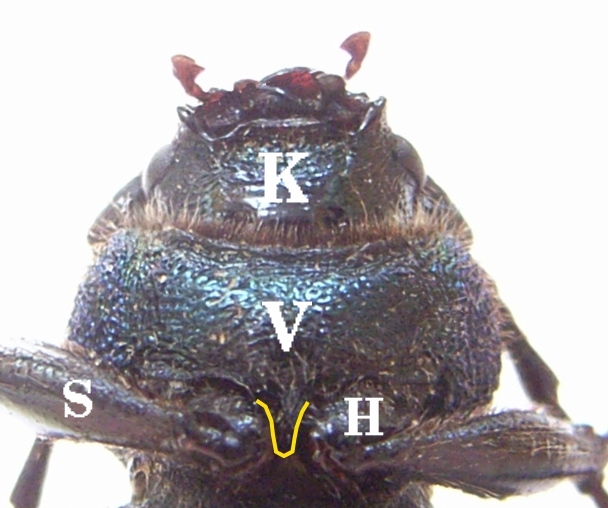
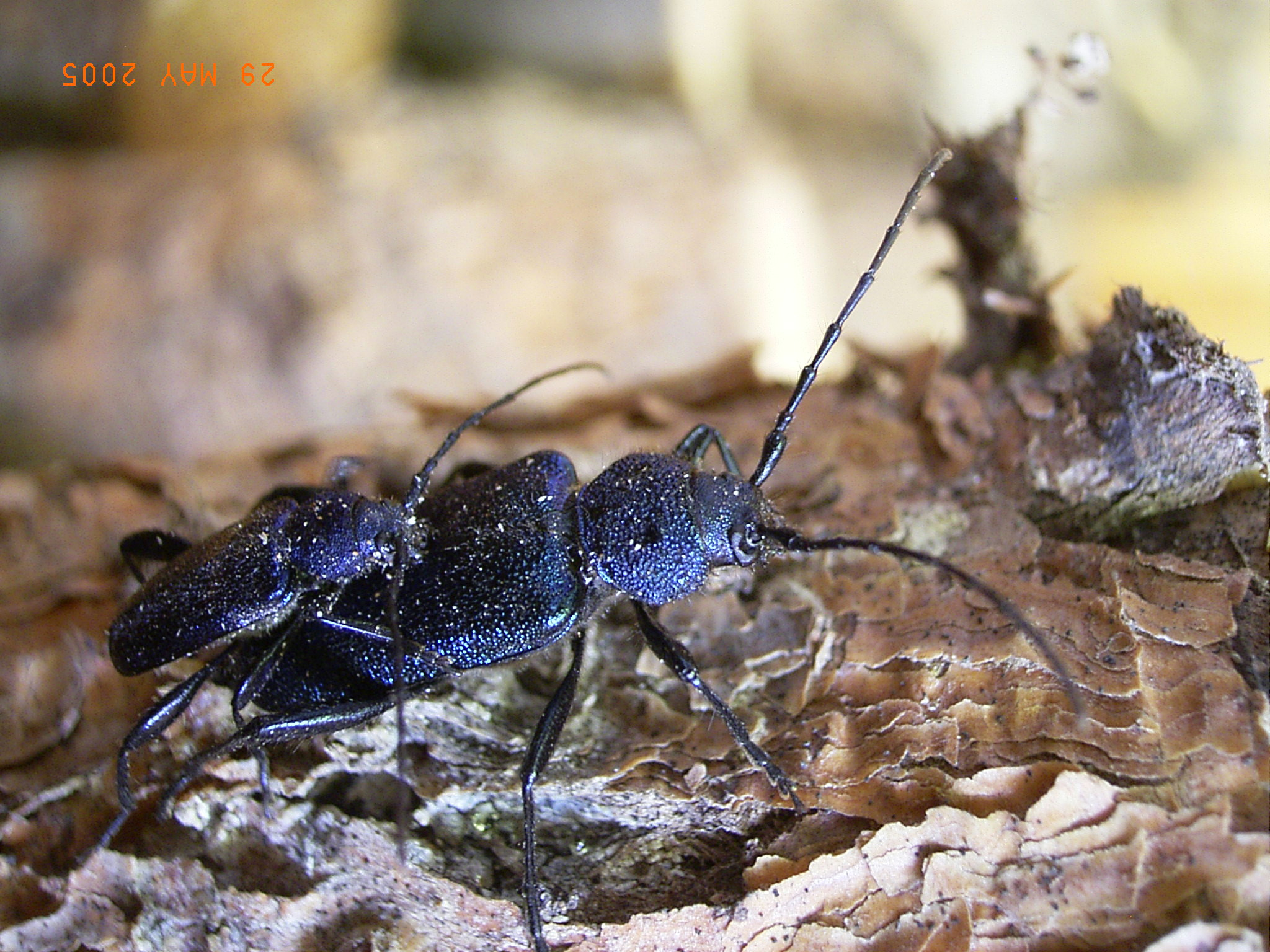